# 찰리 대니얼스
찰리 대니얼스(Charlie Daniels, 1936년 10월 28일 ~ 2020년 7월 6일)는 미국의 다악기 연주자, 작사가, 가수다.
서던 록, 컨트리, 블루그래스에서의 공이 특히 크다. 1위 한 컨트리 히트곡 〈The Devil Went Down to Georgia〉로 가장 잘 알려지지 않았을까.
1950년대 가수, 음악가로서 활동을 시작, 2002년 샤이엔 변경의 날 명예의 전당에 헌액되고 2008년 그랜드 올 오프리, 2009년 음악가 명예의 전당 및 박물관, 2016년 컨트리 음악 명예의 전당에까지 헌액되었다.